# Thomas Haden Church
Thomas Richard McMillen (Woodland, 17. lipnja, 1960.), američki je glumac.

## Vanjske poveznice
- Thomas Haden Church na IMDB-u